# ولیکی کال، ایوانچنا گوریتسا
ولیکی کال، ایوانچنا گوریتسا (اسلوونیایی: Veliki Kal, Ivančna Gorica) یک زیستگاه انسانی در اسلوونی است که در Ivančna Gorica Municipality واقع شده‌است.

## خصوصیات
ولیکی کال ۱٫۴۸ کیلومترمربع مساحت و ۲۰ نفر جمعیت دارد و ۴۴۸٫۲ متر بالاتر از سطح دریا واقع شده‌است.